# Patria Exacta
Patria Exacta es una organización no gubernamental sin fines de lucro, con sede en la República de El Salvador, Centroamérica. Entre sus objetivos, busca primordialmente abrir espacios y facilitar los medios para que la población de los lugares donde actúa puedan ser partícipes en el cambio de sus realidades. Uno de los medios que ocupa es su sitio web principalmente de artículos de opinión de sus colaboradores nacionales e internacionales, en el cual se discuten temas que aquejan el entorno público y político de las naciones latinoamericanas.

## Historia
Patria Exacta comenzó como un experimento en julio de 2006, por Paolo Zanoni (Quien es el director de Imagen Corporativa) y Marvin Ascencio (el CEO). Ambos se mantienen hoy día en la administración del proyecto.
El nombre del proyecto es inspirado por el poema de Oswaldo Escobar Velado que lleva el mismo título, y que presenta de manera realistica el entorno social que se vivía en El Salvador de los 80's.
El sitio web vio luz en Internet el 5 de julio de 2006, con la idea de publicar los pensamientos políticos de los creadores, ambos de tendencias distintas. Ese objetivo no se pudo cumplir, pues la participación del Director de Imagen Corporativa se veía interrumpida por reglamentos nacionales de la República de El Salvador, por su carácter de extranjero. Más adelante, se fueron incorporando periodistas, redactores, escritores y colaboradores tales como: Laura Barrera (periodista salvadoreña), Jan Palach (periodista europeo), David Panamá (jurista), Raúl Mijango (exguerrillero y escritor salvadoreño), Edwin Ernesto Ayala (exguerrillero, exfiscal, abogado penalista y escritor), Lafitte Fernández (periodista costarricense radicado en El Salvador), Raúl Armando Interiano (Cap. Ret. e Ingeniero), Wladimir Ruiz Tirado (Encargado de Negocios de la República Bolivariana de Venezuela), Carlos Ventura (Director de la Fundación "Y si fuera posible"), entre otros.
En 2007, Paolo Zanoni y Marvin Ascencio participaron como ponentes en el III Congreso Centroamericano de Ciencias Políticas, promovido por la Red Centroamericana de Ciencias Políticas, y realizado ese año en las instalaciones de la Universidad Centroamericana "José Simeón Cañas" (UCA), en el que disertaron sobre el tema “Homologación del pensamiento y la apertura de espacios de opinión pública y
política, retos para los Nuevos Medios de Comunicación”.
Patria Exacta, desde entonces, ha crecido enormemente, facilitando los espacios de participación ciudadana no solo en El Salvador, sino en varias naciones latinoamericanas, manteniendo abiertas las puertas para que quien desee publicar sus pensamientos lo pueda hacer de manera simple y sin restricciones (salvo las de la moral y el respeto).

## Filosofía
Internet es un medio que permite que se abran espacios para el crecimiento de una visión crítica de la realidad y por ende puede ser un medio de comunicación/información alternativo, en grado de forjar futuras generaciones menos apegadas a las directrices del no-pensamiento mundialista-globalizador.
La Red puede ser y, según visión de la organización debería ser, una herramienta para repensar la actitud acrítica que domina a las sociedades contemporáneas, la cual ha sido impuesta por los medios de comunicación convencionales al emitir opiniones y pensamientos de cualquier tipo unilateralmente.
En vista de lo anterior, se consideró necesaria la apertura de espacios para la opinión pública en los que los principales emisores de ideas fueran personas del común que desearan participar.

## Visión e Ideología Política
Patria Exacta no se define como una institución política, aunque uno de sus objetivos es educar a la población latinoamericana en la comprensión de los procesos políticos de sus naciones. Aunque sus creadores, escritores y colaboradores tienen sus propias visiones e ideologías políticas, Patria Exacta no profesa, institucionalmente, ninguna. Es por esta razón que en sus publicaciones se pueden encontrar críticas tanto de las los puntos de vista de izquierda como de derecha, y centro. El medio está abierto a recibir y publicar cualquier escritor o colaborador que lo desee siempre y cuando se ajuste a los reglamentos que solo están limitados a la moral y el respeto.

## Entrevistas realizadas
Patria Exacta cuenta con un grupo bastante selecto de periodistas, los cuales han hecho importantes entrevistas a políticos y religiosos salvadoreños, y extranjeros.
- 2007 - abril: Entrevista a Manlio Argueta, escritor de la "Generación Comprometida"; Director Biblioteca Nacional de El Salvador.
- 2007 - julio: Entrevista a Gilles Bataillon, Politólogo franses sobre asuntos latinoamericanos.
- 2007 - julio: Entrevista a Yuri Pimentel, Presidente TELESUR, Venezuela.
- 2007 - julio: Entrevista a Wladimir Ruiz Tirado, Encargado de Negocios de la Embajada de la República Bolivariana de Venezuela en El Salvador.
- 2007 - agosto: Entrevista a Beatricce de Carrillo, Exprocuradora de Derechos Humanos de El Salvador, sobre Escuadrones de la Muerte en la actualidad.
- 2007 - septiembre: Entrevista a Edwin Ernesto Ayala, exguerrillero, exfiscal y escritor salvadoreño.
- 2008 - mayo: Entrevista a Samuel Valle, Obispo de El Salvador, Organización Creciendo en Gracia.
- 2008 - mayo: Entrevista a Prof. Mauro Manno, historiador belga sobre el Oriente Próximo y Palestina.

## Cronología
- 2006 - Julio: Patriaexacta.com aparece en la web.
- 2007 - Julio: Patria Exacta participa como ponente en el III Congreso Centroamericano de Ciencias Políticas
- 2007 - Septiembre: Patria Exacta se une a la Fundación Y Si Fuera Posible (YSFP)
- 2008 - Julio: Patria Exacta recibe certificación por la Unión de Empresarios de Catalunia (UEC)
- 2008 - Noviembre: Patria Exacta es tomada como fuente para la elaboración de preguntas en la Entrevista al actual Vicepresidente de la República, Salvador Sánchez Cerén, en el programa de televisión "8 en Punto", de Canal 33, de El Salvador.
- 2009 - Junio: Patria Exacta incorpora a la licencia "Attribution-Noncommercial-No Derivative Works 3.0 Unported" de Creative Commons para proteger el contenido publicado.
- 2009 - Julio: Patria Exacta cumple 3 años en línea.
- 2013 - Agosto: Patria Exacta reinicia sus actividades en su página web.

## Críticas
Durante años, Patria Exacta ha sido criticada por permitir que en sus páginas se publiquen pensamientos de varias aristas, por considerar que esto no da a conocer la Línea Editorial del website. 
Durante 2008, después de publicar una entrevista a Samuel Valle, Obispo de Creciendo en Gracia en El Salvador, se dijo que Patria Exacta apoyaba al movimiento y lo tildaron de anticristiano.